# بليك جونسون
بليك جونسون (بالإنجليزية: Blake Johnson)‏ هو سياسي أمريكي، ولد في 1970. حزبياً، نشط في الحزب الجمهوري. وقد انتخب عضو مجلس ولاية أركنساس.